# The Group
The Group war ein informeller Zirkel britischer Dichter der 1950er- und 1960er-Jahre.
The Group entstand 1952 in Cambridge auf Initiative von Philip Hobsbaum als literarische Arbeits- und Diskussionsgruppe, die von F. R. Leavis und dem New Criticism beeinflusst war. Später fanden die Treffen bei Edward Lucie-Smith in London statt. Neben Hobsbaum und Lucie-Smith waren George MacBeth, Peter Redgrove, Alan Brownjohn, Peter Porter, Fleur Adcock und B. S. Johnson regelmäßige Teilnehmer.
Ihre Dichtung sollte für den lauten Vortrag gemacht und direkter und energischer als die des Movement sein, ähnelte dieser jedoch in ihrer Klarheit und Realitätsbezogenheit zunächst noch stark; erst später schlugen einige Dichter auch schärfere und satirische Töne an.
Im Jahr 1963 erschien The Group Anthology mit ausgewählten Werken der Dichtergruppe. The Group ging 1965 in Martin Bells Writer’s Workshop auf, Hobsbaum setzte seine Arbeit mit Seamus Heaney, Michael Longley und Derek Mahon in The Belfast Group fort. The Group nimmt also mit ihrer Arbeitsweise eine Vorreiterrolle in der englischsprachigen Literatur der Nachkriegszeit ein.